# Guabiju
Guabiju es un municipio brasileño del estado de Rio Grande do Sul.
Se encuentra ubicado a una latitud de 28º32'27" Sur y una longitud de 51º41'25" Oeste, estando a una altitud de 720 metros sobre el nivel del mar. Su población estimada para el año 2004 era de 1.755 habitantes.
Ocupa una superficie de 147,53 km².
- Datos: Q1785836
- Multimedia: Guabiju / Q1785836